# Louis Justin-Besançon
Justin Louis Eugène Besançon, dit Louis Justin-Besançon, né le 3 juin 1901 dans le 1er arrondissement de Paris et mort le 26 décembre 1989, est un médecin français, professeur de médecine de la Faculté de Paris, chef  de service à l'hôpital Bichat.

## Biographie

### Famille
Justin Louis Eugène Besançon est né le 3 juin 1901 dans le 1er arrondissement de Paris du mariage de Marie Émile Hippolyte Julien Besançon (1862-1952), docteur en médecine, et de Jenny Pauline Julie Boitard (1872-1944).
Il se marie le 19 octobre 1926 avec Madeleine Marie Louise Delagrange (1903-1972) avec qui il a eu 7 enfants : 
- Louis-Justin Besançon épouse Madeleine Marie Louise Delagrange
  - Claire Besançon épouse André Bourguignon (1920-1996)
    - Anne Madeleine Louise Bourguignon dite Anémone (1950-2019)
    - Claude Bourguignon (1951), ingénieur agronome, épouse Lydia Gabucci

  - Alain Besançon (1932-2023), historien, épouse en 1954 Marie Goldstyn (1930)
  - François Besançon, médecin
  - Laure Besançon (1939-2014), anesthésiste
  - Lise Besançon
  - Pierre René Justin Besançon (né en 1943), professeur de chimie minérale de la Faculté de Rouen
  - Denis Besançon

Madeleine Marie Louise Delagrange est cousine du pharmacien Jacques Delagrange et copropriétaire avec ce dernier de la SAP, Société d'application pharmacodynamique, devenue ensuite les Laboratoires Delagrange de Chilly-Mazarin commercialisant le Primpéran, et avec qui Louis Justin-Besançon s'associe. 
Mort le 26 décembre 1989 dans le 7e arrondissement de Paris, il est inhumé au cimetière du Père-Lachaise (82e division).

### Carrière professionnelle
Il est l'élève de Maurice Villaret avec qui il publie de nombreux travaux sur l'acétylcholine.
Il est membre du comité médical de la Résistance avec Gabriel Richet. Il est le cofondateur en 1947 des Entretiens de Bichat avec Guy Laroche.
Il est devenu l'un des grands patrons de l'industrie pharmaceutique française (les laboratoires Delagrange).

## Travaux
- Effets thérapeutiques de l'acétylcholine avec Maurice Villaret (1928)
- Sur certains points de physiologie pathologique concernant les affections vasculaires périphériques avec Maurice Villaret (1928)
- Sur les effets cardio-vasculaires des embolies cérébrales expérimentales avec Maurice Villaret et Stanislas de Sèze (1931)
- Clinique et thérapeutique hydroclimatiques avec Maurice Villaret (1932)
- Recherches expérimentales sur quelques esters de la choline avec Maurice Villaret et René Cachera (1934)

En 1964, Louis Justin-Besançon décrit le métoclopramide en collaboration avec C. Laville.

## Distinctions
Membre de l'Académie nationale de médecine.
Président de la Croix-Rouge française.

## Publications
- Maxime Laignel-Lavastine, Bull. Ac. Méd., 137, 32/33, 539-543, 1953.